# Marko Pejić
Marko Pejić (* 24. Februar 1995 in Zagreb) ist ein kroatischer Fußballspieler.

## Karriere
Pejić begann seine Karriere bei Dinamo Zagreb. 2013 wechselte er nach Italien zum AC Siena. Im Sommer 2014 kehrte er nach Kroatien zurück, wo er sich dem Zweitligisten NK Sesvete anschloss. Sein Debüt in der 2. HNL gab er im September 2014, als er am sechsten Spieltag der Saison 2014/15 gegen den NK Imotski in der Startelf stand und in der Halbzeitpause durch Tomislav Martinac ersetzt wurde.
Im Januar 2015 wechselte Pejić zum Erstligisten Hajduk Split. Sein Debüt in der 1. HNL gab er im Februar 2015 gegen den NK Lokomotiva Zagreb, als er in der Startelf aufgeboten wurde.
Nach 13 Spielen für Hajduk in der ersten kroatischen Liga wechselte er im Januar 2017 nach Österreich zum FK Austria Wien. Nach der Saison 2018/19 verließ er die Austria.
Nach mehreren Monaten ohne Verein wechselte er im Oktober 2019 nach Slowenien zum Zweitligisten FC Koper, bei dem er einen bis Juni 2021 laufenden Vertrag erhielt.